# Xosé Manoel Núñez Seixas
Xosé Manoel Núñez Seixas, né à Ourense en 1966, est un historien espagnol, spécialiste de l'étude comparée des nationalismes européens et ibériques, des processus de migration et de l’histoire culturelle de la violence,.

## Biographie
Il a fait des études d'Histoire Contemporaine à l'Université de Saint-Jacques-de-Compostelle et l'Université de Dijon. Il a été chercheur à l'Institut universitaire européen de Florence (1989-1992), où il a soutenu une thèse de doctorat sous la direction des professeurs Heinz-Gerhard Haupt et de Stuart Woolf.
Son travail de recherche se centre sur l'analyse comparée des nationalismes - étatiques et anti-étatiques - ibériques et européens du XXe siècle, sur l'étude des migrations (surtout l'émigration galicienne en Argentine) ainsi que sur l'histoire culturelle de la guerre, surtout de la Deuxième Guerre mondiale et de la Guerre civile d'Espagne, thèmes sur lesquels il a écrit une douzaine de monographies en galicien, en anglais, en français, en allemand, russe, portugais, espagnol et catalan, de nombreux articles dans des revues espagnoles et internationales, et des chapitres d'ouvrages collectifs d'envergure européenne et internationale. Il fait partie de plusieurs conseils scientifiques de revues galiciennes, espagnoles et internationales, et il est membre du conseil de rédaction des revues Historia Social et Passato e Presente.
Il est professeur des universités à l'Université de Saint-Jacques-de-Compostelle (1994-2012, 2017-). Il a été également professeur invité de plusieurs universités européennes (Bielefeld, Zentrum für Zeithistorische Forschung de Potsdam, Paris VII, Paris X, Rennes II, Verona, College d'Europe Varsovie), argentines (Mar del Plata) et nord-américaines (Stanford, Université de la Ville de New York).
Entre le 1er octobre 2012 et le 30 septembre 2017, il a occupé la chaire d'Histoire contemporaine de l'Europe (XIXe et XXe siècles) de l'Université Louis-et-Maximilien de Munich, où il a développé son travail d'enseignant-chercheur.
Depuis juillet 2018, il est vice-président du Conseil de la Culture Galicienne (Consello da Cultura Galega).
Marié avec l'historienne allemande Henrike Fesefeldt, il est père de deux filles.
Le 29 octobre 2019, il a obtenu le Prix National d'Essai d'Espagne par son ouvrage Suspiros de España (2018). 

## Ouvrages en galicien

### Essais
- O galeguismo en América, 1879-1936 (Sada: Edicións do Castro, 1992).
- O nacionalismo galego, avec J. G. Beramendi  (Vigo: Edicións A Nosa Terra, 1995, 2e ed. 1996).
- Emigrantes, caciques e indianos. O influxo sociopolítico da emigración transoceánica en Galicia, 1900-1930 (Vigo: Xerais, 1998).
- O inmigrante imaxinario. Estereotipos, identidades e representacións dos galegos na Arxentina (1860-1940) (Saint-Jacques-de-Compostelle: USC, 2002).
- As cartas do destino. Unha familia galega entre dous mundos, 1919-1972 (Vigo: Galaxia, 2005).
- O soño da Galiza ideal. Estudos sobre exiliados e emigrantes galegos (Vigo: Galaxia, 2016).

### Ouvrages collectifs
- O exilio galego de 1936: Política, sociedade, itinerarios (avec P. Cagiao Vila) (Sada-A Coruña: Eds. do Castro/ Consello da Cultura Galega, 2006). Codirecteur avec Pilar Cagiao.
- Amarras de tinta. Emigración transoceánica e escrita popular na Península Ibérica, séculos XIX-XX (avec D. González Lopo) ( Saint-Jacques-de-Compostelle: Consello da Cultura Galega, 2011). Codirecteur avec Domingo González Lopo.
- Os exilios ibéricos: unha ollada comparada. Nos 70 anos da fundación do Consello de Galiza (Saint-Jacques-de-Compostelle: Consello da Cultura Galega, 2017). Codirecteur avec Ramón Villares.

## Ouvrages en castillan

### Essais
- Movimientos nacionalistas en Europa. Siglo XX (Madrid: Síntesis, 1998, 2e ed. 2004).
- Entre Ginebra y Berlín. La cuestión de las minorías nacionales y la política internacional en Europa, 1914-1939 (Madrid: Akal, 2001).
- ¡Fuera el invasor! Nacionalismos y movilización bélica durante la guerra civil española, 1936-1939 (Madrid: Marcial Pons, 2006).
- Imperios de muerte. La guerra germano-soviética, 1941-1945 (Madrid: Alianza, 2007).
- La sombra del César. Santiago Montero Díaz, una biografía entre la nación y la revolución (Grenade: Comares, 2012).
- Las patrias ausentes. Estudios sobre historia y memoria de las migraciones ibéricas (1830-1960) (Oviedo: Genueve Eds., 2014).
- Las utopías pendientes. Una historia del mundo desde 1945 (Barcelone: Crítica, 2015).
- Camarada invierno. Experiencia y memoria de la División Azul, 1941-1945 (Barcelone: Crítica, 2016; 2ème ed. 2017).
- Los colores de la patria. Símbolos nacionales en la España contemporánea (Madrid: Tecnos, 2017), coauteur avec Javier Moreno.
- España en democracia, 1975-2011 /(Barcelone/Madrid: Crítica/Marcial Pons, 2017), coauteur avec Lina Gálvez et Javier Muñoz Soro.
- Suspiros de España. El nacionalismo español, 1808-2018 (Barcelone: Crítica, 2018).
- El frente del Este. Historia y memoria de la guerra germano-soviética, 1941-1945 (Madrid: Alianza, 2018).
- Patriotas transnacionales. Estudios sobre nacionalismos y transferencias culturales en el siglo XX (Madrid: Cátedra, 2019).
- Guaridas del lobo. Memorias de la Europa autoritaria, 1945-2020 (Barcelone: Crítica, 2021).
- Volver a Stalingrado. El frente del este en la memoria europea, 1945-2021 (Barcelone: Galaxia Gutenberg, 2022).
- Más allá de Euskadi. Perspectivas transnacionales sobre el nacionalismo vasco en el siglo XX (Vitoria: Betagarri, 2023).
- Imperios y danzas. Nacionalismo y pluralidad territorial en el fascismo español, 1930-1975 (Madrid: Marxial Pons, 2023).

### Ouvrages collectifs
- La Galicia Austral: La inmigración gallega en la Argentina (Bos Aires: Biblos, 2001). Directeur.
- Los enemigos de España (Madrid: CEPC, 2010). Codirecteur avec F. Sevillano.
- Los heterodoxos de la patria. Biografías de nacionalistas atípicos en la España del siglo XX (Granada: Comares, 2011). avec Fernando Molina.
- Nacidos para mandar. Liderazgo, política y poder: Perspectivas comparadas (Madrid: Tecnos, 2012). avec Ludger Mees.
- Ser españoles. Imaginarios nacionalistas en el siglo XX (Barcelona: RBA, 2012). Codirecteur avec Javier Moreno.
- Imaginarios y representaciones de España en el franquismo (Madrid: Casa de Velázquez, 2014). Codirecteur avec Stéphane Michonneau.
- Historia mundial de España (Barcelone: Destino, 2018).

## Ouvrages en anglais

### Essais
- Historiographical Approaches to Nationalism in Spain (Saarbrücken/Fort Lauderdale: Breitenbach, 1993).
- Catalan Nationalism and the Quest for Independence in the Twenty-First Century: A Historical Perspective (Antwerp: Perystile, 2020, NISE Essays 5),  https://doi.org/10.21825/nise.90266.
- Sites of the Dictators: Memories of Authoritarian Europe, 19145-2020 (Londres: Routledge, 2021).
- The Spanish Blue Division on the Eastern Front: War, Occupation, Memory (Toronto/London/Buffalo: University Press of Toronto, 2022).
- Beyond Folklore? The Franco Regime and Ethnoterritorial Diversity in Spain, 1930-1975 (Londres: Routlege, 2024).
- The Eastern Front in European Memory. On Victims and Heroes, 1945-2024 (Londres: Bloomsbury, 2025, à paraître).

### Ouvrages collectifs
- Nationalism in Europe: Past and Present, Santiago de Compostela: USC, 1994, 2 vol. Codirecteur avec J. G. Beramendi et R. Máiz.
- Metaphors of Spain. Representations of Spanish National Identity in the 20th century, New York/Oxford: Berghahn, 2017. Codirecteur avec Javier Moreno.
- War Veterans and the World after 1945. Cold War Politics, Decolonization, Memory, Londres: Routledge, 2018. Codirecteur avec Angel Alcalde.
- Regionalism and Modern Europe. Identity Construction and Movements, 1890 to the Present Day (Londres: Bloomsbury, 2018). Codirecteur avec Eric Storm.
- Emotions and Everyday Nationalism in Modern European History (Londres/New York: Routledge, 2020). Codirecteur avec Andreas Stynen et Maarten Van Ginderachter.
- The First World War and the Nationality Question in Europe: Global Impact and Local Dynamics (Leiden/Boston: Brill, 2021).
- With Oleg Beyda, ed., An Anti-Communist on the Eastern Front: The Memoirs of a Russian Officer in the Spanish Blue Division (1941–1942) (Yorkshire, UK, Havertown, PA: Pen & Sword Books, 2023).

## Ouvrage en français
- Icônes littéraires et stéréotypes sociaux. L'image des immigrants galiciens en Argentina (1800-1960) (Besançon: Presses Universitaires de Franche-Comté, 2013).

## Ouvrage en catalan
- Internacionalitzant el nacionalisme. El catalanisme polític i la qüestió de les minories nacionals a Europa, 1914-1936 (Catarroja/Valence: Afers/PUV, 2010).
- El catalanisme davant del feixisme 1919-2018 (Maçanet de la Selva: Gregal, 2018). Codirecteur avec E. Ucelay-Da Cal et A. Gonzàlez i Vilalta.

## Ouvrage en allemand
- Die spanische Blaue Division an der Ostfront, 1941-1945: Zwischen Kriegserfahrung und Erinnerung (Münster: Aschendorff, 2016).
- Die bewegte Nation. Der spanische Nationalgedanke, 1808-2019 (Hamburg: Hamburger Edition, 2019).

## Ouvrage en portugais
Fascismo, guerra e memória: Olhares ibéricos e europeus, Porto Alegre/Santiago de Compostela: EdiPUCRS / USC, 2016,

## Ouvrage en russe
Xosé M. Núñez Seixas et Oleg Beyda, eds., Ispanskaia grust’: Golubaia diviziia i pokhod v Rossiiu, 1941–1942 gg.: vospominaniia V. I. Kovalevskogo (St Petersburg: Nestor-Istoriia, 2021)